# Euochin extraculum
Espèce
Euochin extraculum est une espèce d'araignées aranéomorphes de la famille des Salticidae.

## Distribution
Cette espèce est endémique de Hainan en Chine,. Elle se rencontre dans le xian de Changjiang.

## Description
La carapace du mâle holotype mesure 1,508 mm et l'abdomen 1,128 mm et la carapace de la femelle paratype 1,653 mm et l'abdomen 1,500 mm.

## Systématique et taxinomie
Cette espèce a été décrite par Wang et Zhang en 2023.

## Publication originale
- Wang & Zhang, 2023 : « On fourteen species of Euochin Prószyński, 2018 from China (Araneae: Salticidae: Euophryini). » Zootaxa, no 5297(3), p. 337-379.